# David Bryson

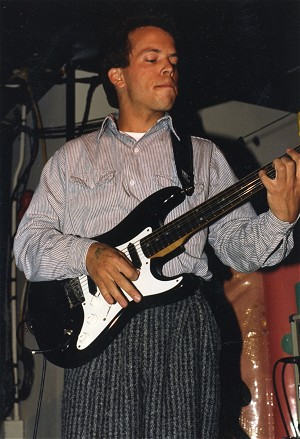
David Bryson (1987)

David Lynn Bryson (* 5. November 1961) ist ein US-amerikanischer Gitarrist und Musikproduzent.

## Leben
David Bryson war ein Schüler von Joe Satriani, der ihn in Berkeley, Kalifornien unterrichtete. Bryson gründete Mitte der 1980er Jahre das Studio Dancing Dog Studios in Emeryville, das bis 1997 Bestand hatte. Dort nahmen verschiedene namhafte Punkbands aus Kalifornien auf, darunter Operation Ivy, J Church, Mr. Bungle, Jellyfish  und Jawbreaker. Er war auch an der Produktion des Faith-No-More-Albums Angel Dust beteiligt. Er spielte außerdem in den Bands Mr. Dog und The Clique, die beide jedoch nicht sehr erfolgreich waren.
Bryson lernte Adam Duritz kennen, nachdem Duritz’ Familie nach San Francisco gezogen war. Unter anderem produzierte er dessen erste Band The Himalayans. Ihr gemeinsames Interesse an Musik brachte sie dazu, zunächst als Akustik-Duo aufzutreten. 1991 gründeten sie gemeinsam Counting Crows, mit denen sie sehr erfolgreich wurden. Bryson spielt auf allen sieben Studioalben der Band Gitarre und Mandoline und ist auch am Songwriting beteiligt. Bei der Oscarverleihung 2005 war er zusammen mit den anderen Counting-Crows-Musikern mit dem Lied Accidentally in Love in der Kategorie Bester Song nominiert.
Daneben arbeitet er weiterhin als Mixer und Toningenieur für verschiedene Bands, unter anderem für Train auf deren Debütalbum 1996 oder als Produzent für The Working Title 2006.